# Báo khổ lớn
Báo khổ lớn (tiếng Anh: Broadsheet) là định dạng báo viết có kích cỡ lớn nhất và được đặc trưng bởi số trang dài theo chiều dọc, thường là 22,5 inch (57 cm). Các định dạng báo viết phổ biến khác bao gồm báo khổ vừa (Berliner) và báo khổ nhỏ (Tabloid) cùng báo khổ siêu nhỏ (Compact).

## Kích cỡ
Nhiều tờ báo khổ lớn có kích thước khoảng 28 nhân 22+3⁄4 in (711 nhân 578 mm) trên toàn bộ bề mặt trang báo, gấp đôi kích thước của một tờ báo khổ nhỏ tiêu chuẩn. Báo khổ lớn của Úc và New Zealand luôn có khổ giấy là A1 trên mỗi tờ giấy (841 nhân 594 mm hay 33,1 nhân 23,4 in). Các tờ báo khổ lớn của Nam Phi có kích thước trang giấy kép là 820 nhân 578 mm (32,3 nhân 22,8 in) (diện tích in trực tiếp một trang là 380 x 545 mm). Những tờ báo của các nước khác trên thế giới thường có kích thước 22 in (560 mm) theo chiều dọc.
Tại nước Mỹ, kích thước truyền thống cho nửa trang đầu của tờ báo khổ lớn rộng 12 in (305 mm) và dài 22,75 in (578 mm). Tuy vậy, nhằm nỗ lực tiết kiệm chi phí in báo, nhiều tờ báo của Mỹ đã giảm kích thước xuống còn chừng rộng 11 in (279 mm) và dài 21 in (533 mm) cho một trang gấp.

## Lịch sử
Báo khổ lớn hoặc báo khổ rộng từng được dùng làm định dạng cho bản in thông dụng và ấn phẩm âm nhạc vào thế kỷ 17. Cuối cùng, mọi người bắt đầu sử dụng báo khổ lớn như nguồn tài liệu dành cho hoạt động chính trị bằng cách in lại những bài diễn văn của mình.
Báo khổ lớn dần phát triển mạnh từ sau khi có thuế vào năm 1712 ở nước Anh, trên các tờ báo dựa trên số trang của riêng mình. Thế nhưng định dạng báo lớn hơn từ lâu đã là dấu hiệu của trạng thái trong các đối tượng in ấn và vẫn còn hiện diện ở nhiều nơi. Bên ngoài nước Anh, báo khổ lớn được phát triển vì những lý do khác không liên quan đến cấu trúc thuế của Anh, bao gồm cả phong cách và thẩm quyền. Nhờ vào quá trình cơ giới hóa hồi đầu thế kỷ 19, việc sản xuất tài liệu in bao gồm cả khổ lớn cũng như dạng truyện đăng dài kỳ rẻ tiền gọi là Penny dreadfuls cạnh tranh ngày càng tăng lên đáng sợ. Các tờ báo trên khắp châu Âu sau đó bắt đầu đăng các số báo của họ trên trang khổ lớn. Tuy nhiên, ngay tại Vương quốc Anh, cuộc cạnh tranh chính đối với tờ báo khổ lớn là việc giảm dần thuế báo, bắt đầu từ thập niên 1830 cho đến khi bị bãi bỏ vào năm 1855.
Mặt khác, cũng có vài tờ báo nhằm giảm thiếu chi phí in ấn và vận chuyển đã đổi từ khổ lớn sang khổ nhỏ như The Wall Street Journal của Mỹ khi đăng trên trang nhất thông báo rằng phiên bản khổ lớn ở nước ngoài của tờ báo này sẽ chỉnh lại thành khổ nhỏ vào ngày 17 tháng 10 năm 2005. Cuộc tranh luận gay gắt đã xảy ra ở Mỹ về việc liệu phần còn lại của những tờ báo quốc gia thậm chí có nên đi theo xu hướng của các tờ báo châu Âu và The Wall Street Journal hay không nữa. The Wall Street Journal ấn bản ở nước ngoài đã chuyển trở lại định dạng báo khổ lớn vào năm 2015.
Nhờ sự gia tăng hoạt động sản xuất báo chí và khả năng đọc viết, nhu cầu về việc đưa tin trực quan và cánh nhà báo đã dẫn đến sự kết hợp giữa báo khổ lớn và báo thường, tạo ra tờ báo khổ lớn hiện đại như ngày nay.

## Ý nghĩa
Ở một số quốc gia, đặc biệt là Úc, Canada, Anh và Mỹ, tờ báo có dạng khổ lớn thường được coi là sở hữu phần nội dung trí tuệ hơn so với báo khổ nhỏ. Báo khổ lớn có xu hướng sử dụng kích cỡ trang báo lớn hơn nhằm xuất bản những câu chuyện khám phá các chủ đề chuyên sâu và mang ít tài liệu giật gân và hướng về người nổi tiếng hơn. Sự khác biệt rõ ràng nhất trên trang nhất vì báo khổ nhỏ có xu hướng chỉ có một tin bài duy nhất bị chi phối bởi tiêu đề và báo khổ lớn cho phép hiển thị hai hoặc nhiều tin bài trong đó tin bài quan trọng nhất nằm ở dòng đầu trang nhất. Có ngoại lệ ở một số tờ báo, chẳng hạn như Bild-Zeitung của Đức và những tờ báo khác trên khắp Trung Âu đều thuộc loại báo khổ nhỏ về mặt nội dung nhưng lại sử dụng định dạng khổ lớn.